# Franz Julius Lütkens

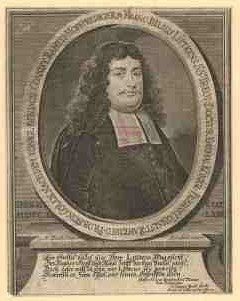
F. J. Lütkens

Franz Julius Lütkens (auch: Lütcke; * 21. Oktober 1650 in Dellien; † 12. August 1712 in Kopenhagen) war ein deutscher lutherischer Theologe und Hofprediger von Friedrich IV.

## Leben
Der Sohn eines Mühlenmeisters Franz Lütkens und seiner Frau Magarethe Wolff besuchte 1658 die Schule in Neuhaus sowie in Lüneburg und bezog am 22. August 1668 die Universität Wittenberg, wo er bis 1673 ein Studium der Theologie absolvierte. Daraufhin wechselte er an die Universität Jena. Durch den Lüneburgschen Theologen und Superintendenten Caspar Hermann Sandhagen beeinflusst, stand er der neue theologische Richtung des Pietismus von Philipp Jakob Spener offen gegenüber, vertrat aber selbst eine biblisch gegründete Orthodoxie.
Ab 1674 war er Hofmeister in Bullingen und Lehrer in Hamburg. 1676 wurde er Rektor des Saldemschen Gymnasiums in Brandenburg an der Havel, dann 1679 Diakon an der Katharinenkirche in Magdeburg, wo der gleichgesinnte Christian Scriver Pastor war. 1684 wurde er erster Pfarrer und Präpositus an der Marienkirche in Stargard (Pommern), 1687 wurde er als Propst und Konsistorialrat an die Petrikirche in Cölln berufen und dort von Spener 1691 in sein Amt als Superintendent von Berlin eingeführt.
Lütkens folgte 1704 einem Ruf als Hofprediger dem dänischen König Friedrich IV., er war dort Konsistorialrat und Professor der Theologie an der Universität Kopenhagen. Dort erhielt er von seinem Dienstherrn den akademischen Grad eines Doktors der Theologie verliehen. Für die vom König im gleichen Jahr gegründete Dänisch-Hallesche Mission schlug er die deutschen Theologen Bartholomäus Ziegenbalg (1682–1719) und Heinrich Plütschau (1677–1746), die bei August Hermann Francke (1663–1727) studiert hatten, als erste evangelische Missionare für die dänische Kolonie im südindischen Tranquebar vor. Sein Werkschaffen umfasst Streitschriften, Predigten und einige theologische Abhandlungen.

## Familie
In erster Ehe war er mit Rosine Elisabeth, der Tochter des Pfarrers und Superintendenten von Brandenburg verheiratet. Seine zweite Ehe ging er mit Gertraud, der Tochter des Kopenhagener Kaufmanns Bernhard Sruve ein.

## Werkauswahl
1. Commentarium über die Epistel an die Colosser und an den Titum
2. Predigten über das 8 Kapitel an die Römer
3. Miscellan Predigten
4. Erkenntnis der Wahrheit zur Gottseligkeit
5. Diss. de Ideis in mente diuina
6. Christliche unmaßgebliche Gedancken über die Vereinigung derer beiden Protestierenden Kirchen
7. Tractat von der Polygamie und Coucubinat. Leipzig 1713
8. Predigten über die gewöhnlichen Texte durchs ganze Jahr
9. Sammlung von 600 Haupt-Lehren, von der Nutzbarkeit der Privatbeichte
10. Theologische Bedenken
11. Collegium Emphasiolicum